# ホーリー・ローラー (アメリカンフットボール)
ホーリー・ローラー（Holy Roller）、は1978年9月10日にサンディエゴ・スタジアムで行われたNFLのオークランド・レイダースとサンディエゴ・チャージャーズの試合を決定づけたプレイ。このプレイに対するルールの解釈について、論争となっている。このプレイはビル・キングにより、ホーリー・ローラーと実況された。

## 背景
AFC西地区に所属する両チームの対戦はここ22試合で18試合レイダースが勝利、しかも1972年から1977年までレイダースが10連勝を果たしていた。この試合残り12分42秒でチャージャーズはタッチダウンをあげてスコアは20-7となった。その後、残り8分26秒にレイダースのQBケン・ステイブラーからモリス・ブラッドショーへの44ヤードのタッチダウンパスが決まり20-14とレイダースは追い上げた。続く両チームの攻撃はパントに終わったがチャージャーズの攻撃は5分以上に及びレイダースが自陣20ヤードで再び攻撃権を得た際、残り時間は1分7秒しか残っていなかった。

## プレイ
試合時間残り10秒で20-14でチャージャーズがリード、レイダースが攻撃権を持ち、ボールはチャージャーズ陣14ヤードに位置していた。スナップを受けたステイブラーは24ヤードライン上でチャージャーズのLBウッドロー・ロウのサックを受けそうになった。そこでステイブラーはボールをファンブル、ボールはエンドゾーン方向に転々と転がっていった。これをレイダースRBのピート・バナザックが12ヤードライン上でリカバーしようとしたがボールの確保に失敗、さらにエンドゾーン方向に転がったボールをTEのデイブ・キャスパーがいったんはつかみ損ねた。そしてエンドゾーンに転がったボールをキャスパーが確保し同点のタッチダウン、エロール・マンのエクストラポイントも決まって21-20でレイダースが逆転勝利した。
このプレイに対してオフィシャルはバナザック、キャスパーのプレーはどちらも故意に前方にボールを転がしたものではなくペナルティに当たらないと判断を下した。NFLもこのオフィシャルの判定を支持し、ステイブラーはフォワードパスを投げようとしてファンブルしたと認定した。ステイブラーは試合後のインタビューで意図的にファンブルしたことを認めた。

## その後
シーズンオフにルール改正がなされ、前後半の2ミニッツウォーニング以降、最初にファンブルした選手以外がボールを進めることは認められなくなった（他のオフェンス選手がリカバーした場合はファンブル地点にボールが戻される）。